# Gallina Pelada
La Gallina Pelada (2327 m s. n. m.) o Cap de Llitzet es un pico de 2327 metros, el más alto de la pequeña Sierra d’Ensija, en la comarca del Bergadá, provincia de Barcelona, España.
El paraje es típico de alta montaña con bosques en la parte baja de la montaña y extensas praderas en la parte alta.
El mejor momento para ascender es en primavera cuando la vegetación está totalmente verde.
- Datos: Q17482071
- Multimedia: Cap de la Gallina Pelada / Q17482071